# Махмадзоир, Исмоил
Исмои́л Махмадзоир (тадж. Исмоил Маҳмадзоир; род. 11 июля 1997, Душанбе) — таджикский предприниматель. Президент Федерации дзюдо Таджикистана (с ноябра 2022), а также является генеральным спонсором футбольного клуба Равшан, и спонсором киберспорта Республики Таджикистана. Старший внук действующего Президента Республики Таджикистан Эмомали Рахмона.

## Биография
Родился 11 июля 1997 года в городе Душанбе. Исмоил — сын Фирузы Рахмоновой, старшей дочери Президента Республики Таджикистан, и его первого зятя Махмадзоира Сохибова.
Учился в Президентском лицее г. Душанбе.
В 2018 году окончил Таджикский национальный университет по специальности «Финансы и кредит», в 2021 году являлся слушателем Российской академии народного хозяйства и государственной службы при Президенте Российской Федерации в Москве по специальности «государственное и муниципальное управление».

### Карьера
В ноябре 2022 года был избран президентом Федерации Дзюдо Таджикистана. (IJF), Стало известно, что новую должность Исмоил получил в ходе внеочередного передвыборного заседания. В нём приняли участие руководство Национального олимпийского комитета, члены исполкома федерации, тренеры, судьи и спортсмены. Кандидатуру поддержали все присутствующие.
Исмоил сменил на этой должности Нурулло Лоикова, который ушел в отставку по собственному желанию. Он выразил благодарность за оказанное доверие и добавил, что сделает все возможное для развития дзюдо в стране, поддержки спортсменов и дальнейшего повышения спортивного авторитета государства.
Основатель и учредитель холдинговой компании «IM GROUP». Холдинг «IM GROUP» является одной из крупнейших частных компаний в Таджикистане, которая была основана в 2016 году. Компания включает в себя различные структуры в сферах коммерции, строительства, розничной торговли и продакшна. «IM GROUP» также инвестирует в перспективные проекты, которые создаются молодыми предпринимателями страны и известна своими традициями социальной поддержки жителей страны. Компания нацелена не только на коммерческое развитие бизнесов, но и социальное благополучие общества. В 2022 году его компания стала «Платиновым спонсором» первого Чемпионата Азии по шоссейному и паралимпийскому велоспорту «Душанбе 2022».
Исмоил Махмадзоир постоянно поддерживает кулябскую футбольную команду «Равшан» и спонсирует клуб «Хаджи Шариф».

### Благотворительность
Исмоил Махмадзоир оказывает значимую поддержку развитию спорта в Таджикистане, инвестирует и поддерживает различные мероприятия, турниры и чемпионаты. Много времени уделяет благотворительности, оказывая помощь инвалидам, женщинам и больным детям.
Исмоил Махмадзоир оказал помощь жителям района Абдурахмана Джами в Хатлонской области после стихийного бедствия.

## Награды
- Орден «Шараф» II степени (2024)[11]
- Национальная премия Топ-50 «За вклад в развитие общества» (Таджикистан) в 2022 году.[12]